# Hassan (nombre)
Hassan (también escrito Hasan o Hassen; en árabe: حسن) es un nombre propio masculino de origen árabe. Nombre también de Hasan ibn Ali, nieto del profeta Mahoma e hijo de Alí y Fátima.

## Personajes célebres
Nombre propio
- Hasan Nasrallah, líder de Hezbollah.
- Hasan Salihamidžić, exjugador de fútbol bosnio.
- Hasan Şaş, exjugador de fútbol turco.
- Hassan Hamin Assad, luchador profesional.
- Hasán II de Marruecos, monarca marroquí.
- Hasán Rouhaní, político iraní.
- Hasan ibn Ali, nieto del profeta Mahoma.
- Hassan Pena, beisbolista cubano.
- Hassan Kabande, artísticamente conocido como Peso Pluma.

Apellido
- Abdelkarim Hassan, futbolista catarí.
- Abdi Shakur Sheikh Hassan, político somalí.
- Abdiqasim Salad Hassan, presidente de Somalía 2000-2004.
- Alberto Hassán, cantante argentino.
- Bilal Hassani, YouTuber LGBT francés.
- Cəbrayıl Həsənov, luchador azerbaiyano.
- Fathi Hassan, artista egipcio.
- Fekri Hassan, geoarqueólogo egipcio.
- Ferhan Hasani, futbolista macedonio.
- Galit Hasan-Rokem, folklorista israelí.
- Guy Hasson, dramaturgo y guionista israelí.
- Həsən Həsənov, diplomático y político azerbaiyano, primer ministro 1990-1992.
- Hossam Hassan, futbolista egipcio.
- Ibraguim Jasanov, piragüista soviético.
- Iliass Bel Hassani, futbolista neerlandés.
- Jacob Hassan, filólogo judeoespañol, experto en estudios sefardíes.
- Jamil Hassan, militar sirio.
- Joshua Hassan, abogado y político gibraltareño.
- Kamal Haasan, actor y cineasta indio.
- Karen Hassan, actriz norirlandesa.
- Maddie Hasson, actriz estadounidense.
- Maggie Hassan, senadora estadounidense.
- Mahmoud Hassan, futbolista egipcio.
- Mariem Hassan, cantante saharaui.
- Mehdi Hassan, cantante paquistaní.
- Mohamed Abdulá Hassan, líder militar somalí.
- Mohammed Waheed Hassan, presidente de las Maldivas 2012-2013.
- Mouez Hassen, futbolista franco-tunecino.
- Muley Hacén, sultán de Granada 1464-1482.
- Nazia Hassan, cantante y actriz pakistaní.
- Nidal Malik Hasan, militar y criminal estadounidense.
- Nihad Hasanović, escritor bosnio.
- Omar Hasan, jugador de rugby argentino.
- Selim Hassan, egiptólogo egipcio.
- Sheila Jasanoff, académica india-estadounidense.
- Sifan Hassan, atleta etíope-neerlandesa.
- Shruti Haasan, actriz y música india.
- Tamer Hassan, actor y productor inglés.
- Uzún Hasán, monarca turcomano 1453-1478.
- Wissam al-Hassan, militar libanés.